# Michiel Burger
Michiel Burger (1983, Yamoussoukro) is een Nederlandse kunstenaar.

## Biografie
Burger verhuist op zijn zesde van Ivoorkust naar Deventer, waar hij opgroeit. In 2009 studeert hij af aan de AKI ArtEZ Academie voor Art & Design in Enschede, waar hij verantwoordelijk is voor de oprichting van expositieruimte Fase 2 in een voormalig kerkgebouw in het centrum van Enschede. In 2012 behaalt hij zijn academische graad aan het Frank Mohr Instituut in Groningen waarna hij verhuist naar New York om verder te studeren aan Hunter College of The City University of New York. Gedurende deze periode doceert hij aan een selecte groep jonge studenten en kunstenaars zogenaamde 'bespreeklessen' gebaseerd op de Dionysische Esthetica van de Duitse filosoof Friedrich Nietzsche en de geschriften van de Franse socioloog Jean Baudrillard. In 2015 duikt Burger op in Antwerpen, van waaruit hij zogenaamde "pseudo-documentaire" projecten organiseert in onder andere Honduras, Iran en Kenia. Daarnaast treedt hij op als mentor voor beginnende kunstenaars. Noemenswaardige kunstenaars die door Burger zijn beïnvloed zijn William Ludwig Lutgens, Max Pinckers, Maarten Clasquin en Ali Heydar.

## Bekende Werken
- The Yoro Trilogy (2009), fotoboek
- Girlfriends (2010), fotoboek
- Mamihlapinatapai (2012), tentoonstellingscatalogus, met Max Pinckers
- Mamihlapinatapai (2012), tentoonstelling in De Brakke Grond, met Max Pinckers
- Black Guys on Race Bikes (2013), fotoboek
- Young Belgian Art Prize (2015), tentoonstelling in BOZAR, met Max Pinckers
- The Struggle for Freedom in_______ (2015), tentoonstelling in BOZAR, met Max Pinckers
- Prullarium (2016-2020), serie cartoons, met William Ludwig Lutgens
- Authorless (2013-heden), digitaal platform, met Sam Weerdmeester
- Perverse Translation (2012-heden) Archief
- Bahati's Speech, (2022), video
- Had ik maar een Hamer (2023), tentoonstelling in Red Herring Salon
- War Flag (2023), Installatie